# アーロム・バルディリス
アーロム・ウィルフレッド・バルディリス・ペレス（Aarom Wilfred Baldiris Pérez, 1983年1月5日 - ）は、ベネズエラ・カラカス出身の元プロ野球選手（内野手、外野手）。右投右打。
阪神タイガース時代の愛称は「ヒロシ（広志）」。以降は「AB」、「バル」、「バルちゃん」、「バルさん」（詳細後述）と呼ばれていた。

## 経歴

### 来日まで
祖父はコロンビアリーグでプレーした元野球選手で、野球好きな父の影響もあり4歳から野球を始めた。
サン・フランシスコ・デ・サレス高を経て2000年にニューヨーク・メッツとマイナー契約し、ルーキーリーグのベネズエラ・サマーリーグでキャリアをスタートさせる。
2001年は開幕前のケガでシーズンを棒に振った。
2002年にはA級ブルックリン・サイクロンズに昇格。
2004年途中からはAA級ビンガムトン・メッツに昇格。
2006年にウェイバー公示を経てテキサス・レンジャーズに移籍し、AA・AAA級でプレー。
2007年はニューヨーク・ヤンキース傘下のAA級トレントン・サンダーに所属。同年9月にはヤンキースの40人ロースターに名を連ねた。守備面では高く評価され、内野4ポジションを全てこなしていたが、打撃面で開花せずメジャー昇格はならなかった。

### 阪神時代

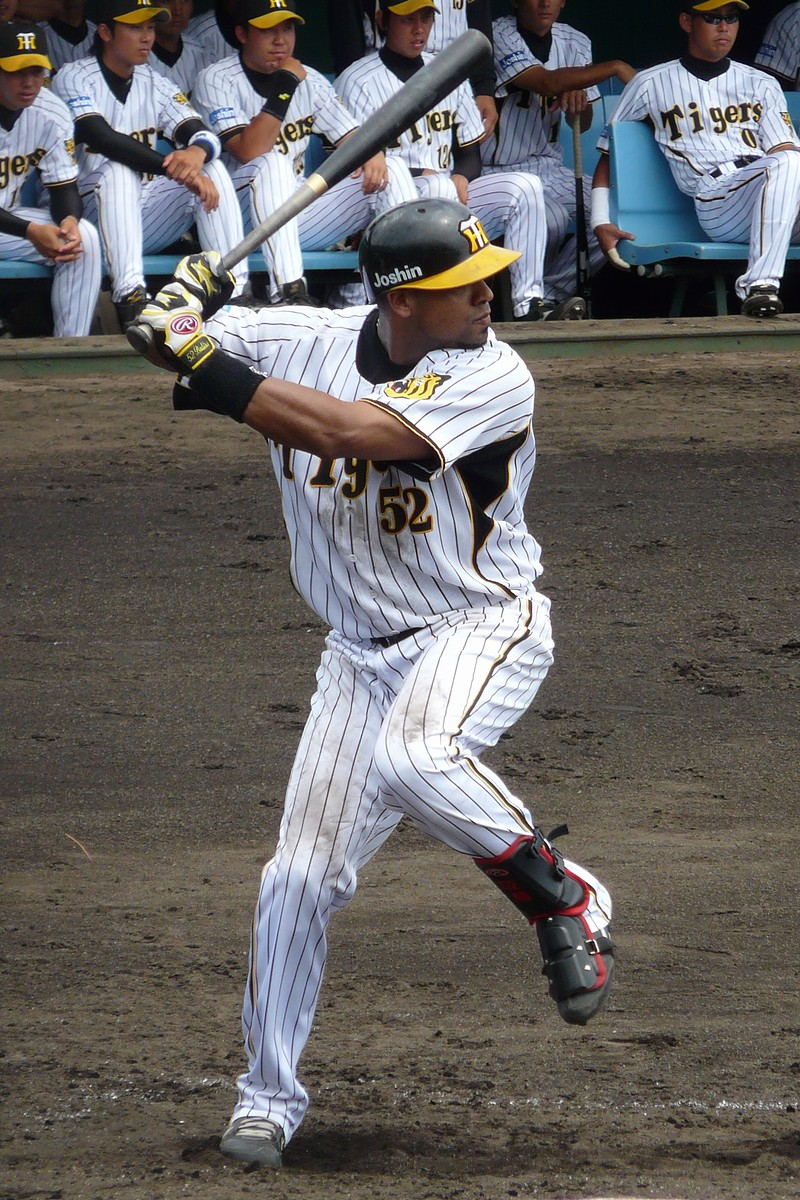
阪神時代（2009年7月15日）

マイナーリーグ時代に先輩から日本野球のレベルの高さを聞き、興味を持ったことで代理人に日本行きの希望を伝えており、2008年2月に来日。阪神タイガースの春季キャンプにアルビス・オヘイダと共にテスト生として参加。紅白戦で適時打を放った打撃や軽快な内野守備が認められて合格を勝ち取り、育成選手として阪神と契約した。この時の背番号は121。
2008年は育成選手という関係で二軍スタートだったが、4月までにウエスタン・リーグトップの5本塁打を放つなど活躍。一軍昇格の可能性を上げるために外野手の練習もしていた。5月2日に念願の支配下登録を勝ち取り、背番号も52に変更となった。翌日に出場選手登録され、同日の対中日ドラゴンズ戦に9回表無死満塁の場面で代打として出場し、高橋聡文から死球を受けて押し出しによる初打席初打点を記録。内野守備、特に三塁の守備力は秀逸で守備固めとして起用されることもあったが、荒削りな打撃面では課題が残った。しかし一定の可能性を見せたこともあり、オフに再契約を結んだ。
2009年は二軍スタートとなり、不振のケビン・メンチと入れ替わりで4月22日に出場選手登録されたが、12打数無安打で4月29日に二軍落ちした。7月5日に赤星憲広の登録抹消により入れ替わりで再び一軍に昇格。1番・右翼手でシーズン初先発出場し、球団として2年ぶりとなる先頭打者本塁打を放って勝利に貢献した。このシーズンは本来のポジションである三塁に新井貴浩が定着していたことから、一軍の公式戦では1番・右翼手で2試合、1番・二塁手で1試合にそれぞれ先発出場した。結局この年は一軍で29打数3安打、打率.103と目立った活躍は挙げられなかったものの、ウエスタン・リーグでは打率.358で首位打者を獲得、また安打数も93でリーグトップであったが、打撃面と一軍での成績に不安定さがあったことから11月6日に戦力外通告を受けた。

### オリックス時代

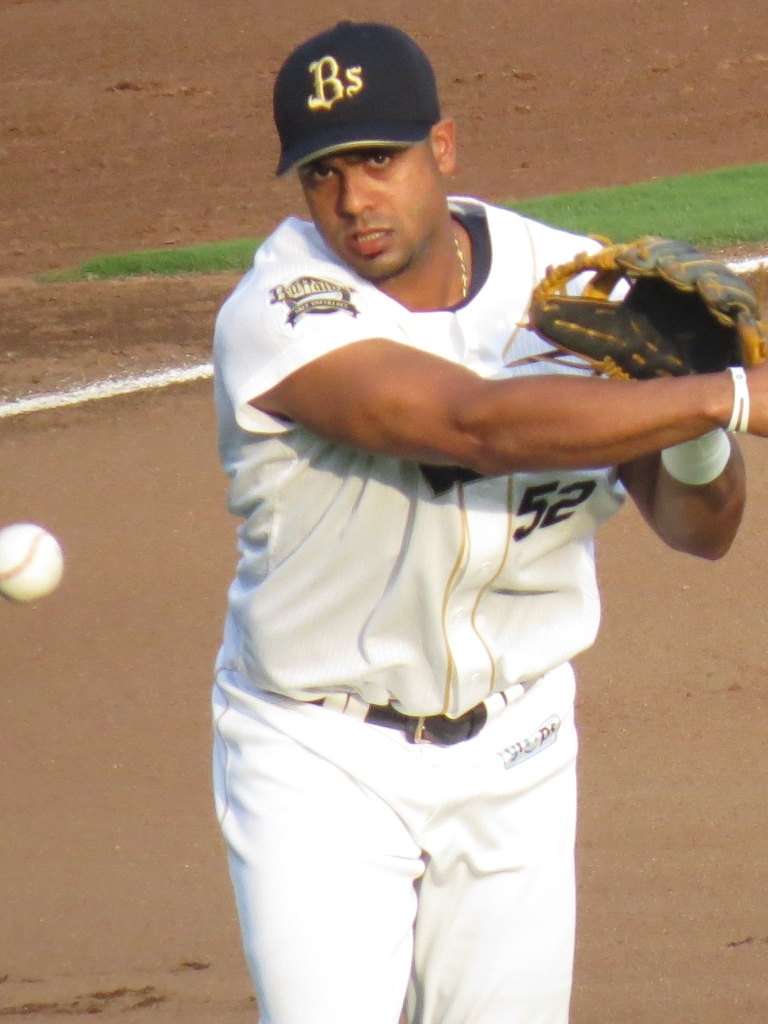
オリックス時代（2013年8月29日 ほっともっとフィールド神戸）

阪神を戦力外となった後、オリックス・バファローズと横浜ベイスターズから入団オファーを受けたが、「日本で初めてプレーした岡田監督のもとでプレーしたい」という理由でオリックスに入団した。
2010年はグレッグ・ラロッカの守備固めでの出場が多かった。だが、5月5日の対福岡ソフトバンクホークス戦では、代走での途中出場ながら延長戦で2安打を放つと、そこから15試合連続安打を記録。5月8日・9日の対千葉ロッテマリーンズ戦では2試合連続本塁打を放ち、9日の試合では4安打3打点の活躍で、移籍後初のお立ち台に上がった。以後、故障を押しながらの強行出場で打撃の調子が落ち気味だったラロッカに代わり、先発出場するようになった。5月22日の対阪神戦では鶴直人から決勝本塁打を放ち、古巣を見返す働きを見せた。連続試合安打がストップした5月29日の対東京ヤクルトスワローズ戦で、スイングした際に左中指伸筋腱を脱臼したが、6月10日の対読売ジャイアンツ戦で復帰すると、8回裏に決勝打を放ち、チームの交流戦優勝を引き寄せる勝利となった。以後も、勝負強い打撃と軽快な守備で三塁手のレギュラーとして活躍した。打順はもっぱら6・7番を担ったが、坂口智隆が二軍降格した際は1番として3試合、福岡ドームでの対ソフトバンク戦では、相手の先発が和田毅など左投手の時は2番として4試合出場した。結局、規定打席にはわずか12打席及ばなかったものの、118試合に出場して打率.301・14本塁打・50打点の好成績を収め、守備面でも100試合以上守備に就いた三塁手の中では最少の7失策と安定した守備を披露した。
2011年はこの年新たに加入したマイク・ヘスマンとの三塁手争いを制して、ソフトバンクとの開幕戦では7番・三塁で先発出場、8回裏に和田毅から2011年チーム初本塁打・初打点となるソロ本塁打を放った。さらに5月4日の対北海道日本ハムファイターズ戦では武田勝から先制の決勝点を挙げるなど、シーズン序盤はチーム打率が2割を切る不振の中で、唯一打率3割台をキープしていた。しかし、交流戦直前に自身もまた打撃不振に陥り、5月22日に二軍落ちを命じられる。6月1日の対横浜戦で再登録されると、その後は徐々に調子を取り戻す。さらに、北川博敏の戦線離脱により固定できずにいた5番打者に後半戦から定着、9月13日の対東北楽天ゴールデンイーグルス戦では延長10回裏に青山浩二から、来日4年目で初のサヨナラ本塁打を放った。この日は祖国の祖母の訃報を知らされていたため、お立ち台では「今日のホームランは祖母に捧げたい」と涙をぬぐいながらコメントした。その後も主軸としてチームを引っ張り、シーズン最終戦の対ソフトバンク戦では、4回裏の2点ビハインドの場面でD.J.ホールトンからソロ本塁打を放つもこれがチーム最終打点となった。最終的には137試合に出場し、岡田幸文と共に育成選手出身の選手として初めて規定打席に到達した。打率こそ.267と落としたものの、勝負強い打撃で得点圏打率.328を記録。本塁打と打点は前年を上回る18本塁打（リーグ3位でチームトップ）、66打点（リーグ9位）を記録した。その一方で、守備面では三塁手として13失策を喫した。また、対ロッテ戦は打率.341・5本塁打・13打点と活躍した一方で、対ソフトバンク戦は打率.190とやや苦闘した。
2012年も前年同様に7番・三塁手として開幕戦に先発出場。4月28日の対埼玉西武ライオンズ戦から4試合連続本塁打を放ち、この間4月30日の対西武戦でエンリケ・ゴンザレスからサヨナラ本塁打、翌5月1日の対ロッテ戦で薮田安彦から逆転サヨナラ本塁打を放ち、2011年の中日・平田良介以来史上9人目となる2試合連続サヨナラ本塁打を記録した。T-岡田の戦線離脱、後藤光尊の不振もあって、3番や5番を任されることもあった。シーズン全体の成績としては、前年より少し下回って打率.264・10本塁打・55打点に留まったが、リーグ最多の31二塁打を放ち、10月3日の対ロッテ戦でも延長10回裏にシーズン3度目のサヨナラ打を打つなど得点圏打率は.301を記録した。
2013年には、一軍と二軍で選手を頻繁に入れ替えるほど苦しいチーム事情の下で、チーム単独トップの142試合に出場。開幕こそ8番・三塁手で迎えるが、その後は主に5番、交流戦前後に糸井嘉男が不調に陥った際には入れ替わる形で3番に入った。その後糸井の復調で再び5番として起用されたが、最後に出場した10月8日の楽天戦は、契約期間の満了によって韓国に戻っていた李大浩に代わって、来日後初の4番打者に起用された。シーズンを通じてチームを支えたが、シーズン終了直後には、球団側から提示される契約の条件次第で他球団へ移籍する可能性を示唆。結局、残留をめぐる交渉で代理人と球団側が合意に至らなかったため、同様の事情を抱える李と共に12月1日公示の契約保留者名簿から外れた。

### DeNA時代
2013年12月21日に、横浜DeNAベイスターズが2年契約でバルディリスを獲得したことを発表した。阪神・オリックス時代に続いて背番号52を付けることも決まったため、背番号52で入団発表に臨んでいた新人の関根大気は背番号を63に変更した。
2014年には、公式戦の開幕から、主に「6番・三塁手」として先発起用された。移籍後初めて4番打者として出場した5月10日のヤクルト戦（横浜）では、7回裏の第3打席でチーム唯一の安打および打点となる2点本塁打を放ち、チームを（前身の大洋ホエールズ時代からの）横浜スタジアム主催試合通算1000勝達成に導いた。ユリエスキ・グリエルが入団した6月以降の公式戦では、グリエルを三塁・石川雄洋を二塁に起用するチーム方針や、一塁を守っていたトニ・ブランコの戦線離脱などを背景に一塁手として出場することもあった。シーズン通算では一軍公式戦139試合の出場、17本塁打、52打点、打率.255を記録した。
2015年には、開幕前にグリエルが退団したため、開幕から主に6番打者を任された。5月27日の対オリックス・バファローズ戦（横浜）では、同球団時代のチームメイトだった塚原頌平から7回に放った同点ソロ本塁打で、NPB全12球団からの本塁打を達成した。一軍公式戦には前年度と同じく139試合の出場、13本塁打、56打点、打率.258を記録した。この年で2年契約を満了したが、球団はジェイミー・ロマックの獲得に目途が立ったことを背景に、11月12日にポジションの重なるバルディリスとの契約を更新しないことを発表した。

### サムスン・ライオンズ時代
2015年12月30日にサムスン・ライオンズと契約したことが球団から発表された。背番号はNPB時代と同じ52。
2016年は故障に悩まされ一軍では44試合にしか出場できず、8月にアキレス腱の手術のため退団。この年限りで現役を引退した。

### 現役引退後
2017年に母国ベネズエラに野球学校「アーロム・バルディリス・アカデミー AB52」を開校した。

## 選手としての特徴・人物
得点圏で勝負強さを発揮する中距離打者。また、三振が少ない打者であった。守備では打球に対する判断が速く、強肩も魅力であった。
義理堅い性格で、練習にも真面目に取り組む。阪神時代には、外国人選手らしからぬ「ヒロシ（広志）」という日本人風の愛称がメディアやファンに定着していた。この愛称は、「バルディリスという名前では長くて練習や試合では呼びにくい」などの理由で、当時コーチだった山脇光治が付けたものである。
オリックス時代には、大引啓次が在籍していた2012年まで、チームが勝利した直後にマウンド上で大引・坂口とハイジャンプ・ハイタッチを披露していた。大引によれば、このパフォーマンスは、バルディリスが提案したものであった。
DeNAへの移籍後には、ライオンの殺虫剤シリーズ「バルサン」の語感や効能にちなんで、一軍監督の中畑清などから「バルさん」と呼ばれている。この縁から、2014年5月9日には、DeNA球団・ライオンの両社が障がい者・高齢者に対するDeNAの本拠地・横浜スタジアムへの共同招待企画を発表。同日の対ヤクルト戦以降のDeNA球団主催全試合で（バルディリス本来のポジションである三塁の守備を間近に望める）三塁側エキサイティングシート内の4席を「バルさんシート」（優先招待席）として指定するとともに、シートの年間契約料に相当する金額を社会福祉法人横浜市社会福祉協議会に寄付することを明らかにした。

## 詳細情報

### 年度別打撃成績
| 年 度    | 球 団      | 試 合 | 打 席 | 打 数 | 得 点 | 安 打 | 二 塁 打 | 三 塁 打 | 本 塁 打 | 塁 打 | 打 点 | 盗 塁 | 盗 塁 死 | 犠 打 | 犠 飛 | 四 球 | 敬 遠 | 死 球 | 三 振 | 併 殺 打 | 打 率 | 出 塁 率 | 長 打 率 | O P S |
| -------- | ---------- | ----- | ----- | ----- | ----- | ----- | -------- | -------- | -------- | ----- | ----- | ----- | -------- | ----- | ----- | ----- | ----- | ----- | ----- | -------- | ----- | -------- | -------- | ----- |
| 2008     | 阪神       | 77    | 158   | 132   | 21    | 30    | 9        | 0        | 3        | 48    | 16    | 1     | 1        | 4     | 1     | 17    | 3     | 4     | 28    | 6        | .227  | .331     | .364     | .695  |
| 2009     | 阪神       | 23    | 31    | 29    | 1     | 3     | 0        | 0        | 1        | 6     | 1     | 0     | 0        | 0     | 0     | 2     | 0     | 0     | 6     | 0        | .103  | .161     | .207     | .368  |
| 2010     | オリックス | 118   | 434   | 385   | 44    | 116   | 20       | 0        | 14       | 178   | 50    | 1     | 1        | 2     | 6     | 31    | 1     | 10    | 61    | 9        | .301  | .363     | .462     | .825  |
| 2011     | オリックス | 137   | 544   | 479   | 49    | 128   | 16       | 1        | 18       | 200   | 66    | 2     | 4        | 3     | 5     | 38    | 1     | 19    | 72    | 12       | .267  | .342     | .418     | .759  |
| 2012     | オリックス | 143   | 574   | 503   | 37    | 133   | 31       | 2        | 10       | 198   | 55    | 1     | 1        | 0     | 3     | 54    | 4     | 14    | 76    | 13       | .264  | .350     | .394     | .744  |
| 2013     | オリックス | 142   | 585   | 512   | 60    | 148   | 25       | 1        | 17       | 226   | 91    | 1     | 0        | 0     | 4     | 54    | 3     | 15    | 67    | 17       | .289  | .371     | .441     | .812  |
| 2014     | DeNA       | 139   | 510   | 451   | 44    | 115   | 29       | 1        | 17       | 197   | 52    | 0     | 1        | 0     | 5     | 43    | 2     | 11    | 66    | 20       | .255  | .331     | .437     | .768  |
| 2015     | DeNA       | 139   | 525   | 465   | 38    | 120   | 23       | 0        | 13       | 182   | 56    | 0     | 0        | 0     | 5     | 43    | 2     | 12    | 62    | 12       | .258  | .333     | .391     | .725  |
| 2016     | サムスン   | 44    | 190   | 154   | 24    | 41    | 6        | 0        | 8        | 71    | 33    | 0     | 0        | 0     | 3     | 31    | 0     | 2     | 17    | 9        | .266  | .389     | .461     | .851  |
| NPB：8年 | NPB：8年   | 918   | 3361  | 2956  | 294   | 793   | 153      | 5        | 93       | 1235  | 387   | 6     | 8        | 9     | 29    | 282   | 16    | 85    | 438   | 89       | .268  | .346     | .418     | .764  |
| KBO：1年 | KBO：1年   | 44    | 190   | 154   | 24    | 41    | 6        | 0        | 8        | 71    | 33    | 0     | 0        | 0     | 3     | 31    | 0     | 2     | 17    | 9        | .266  | .389     | .461     | .851  |

- 各年度の太字はリーグ最高

### 年度別守備成績
| 年 度 | 一塁 | 一塁 | 一塁 | 一塁 | 一塁 | 一塁   | 二塁 | 二塁 | 二塁 | 二塁 | 二塁 | 二塁   | 三塁 | 三塁 | 三塁 | 三塁 | 三塁 | 三塁   | 外野 | 外野 | 外野 | 外野 | 外野 | 外野   |
| 年 度 | 試合 | 刺殺 | 補殺 | 失策 | 併殺 | 守備率 | 試合 | 刺殺 | 補殺 | 失策 | 併殺 | 守備率 | 試合 | 刺殺 | 補殺 | 失策 | 併殺 | 守備率 | 試合 | 刺殺 | 補殺 | 失策 | 併殺 | 守備率 |
| ----- | ---- | ---- | ---- | ---- | ---- | ------ | ---- | ---- | ---- | ---- | ---- | ------ | ---- | ---- | ---- | ---- | ---- | ------ | ---- | ---- | ---- | ---- | ---- | ------ |
| 2008  | -    | -    | -    | -    | -    | -      | 3    | 4    | 10   | 0    | 4    | 1.000  | 68   | 26   | 75   | 3    | 6    | .971   | -    | -    | -    | -    | -    | -      |
| 2009  | 1    | 1    | 0    | 0    | 0    | 1.000  | 6    | 5    | 7    | 1    | 1    | .923   | -    | -    | -    | -    | -    | -      | 4    | 6    | 0    | 1    | 0    | .857   |
| 2010  | -    | -    | -    | -    | -    | -      | -    | -    | -    | -    | -    | -      | 114  | 53   | 178  | 7    | 9    | .971   | -    | -    | -    | -    | -    | -      |
| 2011  | -    | -    | -    | -    | -    | -      | -    | -    | -    | -    | -    | -      | 137  | 84   | 218  | 13   | 17   | .959   | -    | -    | -    | -    | -    | -      |
| 2012  | -    | -    | -    | -    | -    | -      | -    | -    | -    | -    | -    | -      | 142  | 80   | 227  | 16   | 19   | .950   | -    | -    | -    | -    | -    | -      |
| 2013  | 1    | 1    | 0    | 0    | 0    | 1.000  | -    | -    | -    | -    | -    | -      | 142  | 97   | 209  | 11   | 16   | .965   | -    | -    | -    | -    | -    | -      |
| 2014  | 41   | 220  | 18   | 3    | 13   | .988   | -    | -    | -    | -    | -    | -      | 110  | 66   | 154  | 6    | 21   | .973   | -    | -    | -    | -    | -    | -      |
| 2015  | 7    | 8    | 3    | 0    | 1    | 1.000  | -    | -    | -    | -    | -    | -      | 136  | 86   | 177  | 4    | 8    | .985   | -    | -    | -    | -    | -    | -      |
| 通算  | 50   | 230  | 21   | 3    | 14   | .988   | 9    | 9    | 17   | 1    | 5    | .963   | 849  | 492  | 1238 | 60   | 96   | .966   | 4    | 6    | 0    | 1    | 0    | .857   |

- 各年度の太字はリーグ最高

### 表彰
NPB
- 月間サヨナラ賞：1回（2012年5月）

### 記録
NPB初記録
- 初出場：2008年5月3日、対中日ドラゴンズ6回戦（ナゴヤドーム）、9回表に安藤優也の代打として出場
- 初打席・初打点：同上、9回表に高橋聡文から押し出し死球
- 初安打：2008年5月11日、対横浜ベイスターズ8回戦（阪神甲子園球場）、7回裏に吉見祐治から右翼線へ二塁打
- 初先発出場：2008年5月16日、対東京ヤクルトスワローズ7回戦（阪神甲子園球場）、8番・三塁手として先発出場
- 初本塁打：2008年7月6日、対横浜ベイスターズ11回戦（横浜スタジアム）、4回表に吉見祐治から左越ソロ
- 初盗塁：2008年7月29日、対東京ヤクルトスワローズ16回戦（明治神宮野球場）、2回表に二盗（投手：石川雅規、捕手：福川将和）

NPBその他記録
- 2試合連続サヨナラ本塁打 ※史上9人目（2011年平田良介（中日）以来、パ・リーグ史上3人目、外国人選手史上2人目）
  - 2012年4月30日、対埼玉西武ライオンズ4回戦（京セラドーム大阪）、9回裏にエンリケ・ゴンザレスから左越ソロ
  - 2012年5月1日、対千葉ロッテマリーンズ3回戦（京セラドーム大阪）、9回裏に薮田安彦から左越逆転2ラン
- 全球団から本塁打 ※史上29人目（外国人選手では11人目）。2015年5月27日、対オリックス・バファローズ2回戦（横浜スタジアム）、7回裏に塚原頌平からのソロで達成。

### 背番号
- 121（2008年 - 同年5月1日）
- 52（2008年5月2日- 2016年）

### 登場曲
- 「EL CELULAR」DADDY YANKEE（2008年）
- 「Prende」DADDY YANKEE（2009年）
- （タイトル不明）DJ KIMURA（2010年、2011年）
- 「7 Locas (Original Dembow)」Don Miguelo（2012年 - 2014年（奇数打席））
- 「Rain Over Me (feat. Marc Anthony)」Pitbull（2012年、2013年（偶数打席）、2014年（チャンス時））
- 「Vivir Mi Vida」Marc Anthony（2014年（偶数打席））
- 「Travesuras」Nicky Jam（2015年（奇数打席））
- 「El Perdon」Nicky Jam（2015年（偶数打席））
- 「Que lo que」Sensato ft.papayo（2015年（チャンス時））